# Joseph Aibl
Joseph Aibl (Monaco di Baviera, 27 febbraio 1802 – Monaco di Baviera, 28 febbraio 1834) è stato un editore musicale e litografo tedesco.

## Biografia
Joseph Aibl, figlio di Sebastian Aibl, che studiò con Theobald Boehm e apprese anche il mestiere di litografo. Nel 1825 fondò una casa editrice a Monaco di Baviera chiamata Joseph Aibl, che si occupò nella pubblicazione di edizioni musicali e all'epoca anche di strumenti musicali. Dopo la sua morte la società passò alla moglie Jenny e nel 1837 a Eduard Spitzweg (1811-1884, fratello minore del pittore Carl Spitzweg). Il figlio di Eduard, Eugen (1840-1914), amico di Strauss e Reger, vendette la casa editrice Joseph Aibl alla Universal Edition  nel 1904. Le opere pubblicate dalla ditta Aibl sono: Theobald Boehm, Hans von Bülow, Peter Cornelius, Josef Gabriel Rheinberger, Alexander Ritter, Max Reger e Richard Strauss.